# Флавий Ном
Флавий Ном (на латински: Flavius Nomus) e политик и посланик на Източната Римска империя през 5 век.
Ном e magister officiorum между 443 и 446 г. На 12 декември 443 г. той служи за окреплението на Дунавския limes от нападките на хуните на Атила. През 445 г. Ном е консул заедно с императора на Запад Валентиниан III. През 448 г. получава ранг на patricius.